# Tyler Industrial Mouldings
Tyler Industrial Mouldings Limited war ein britischer Hersteller von Automobilen.

## Unternehmensgeschichte
Sheridan Bowie gründete 1994 das Unternehmen in Hoo in der Grafschaft Kent. Er begann mit der Produktion von Automobilen und Kits. Der Markenname lautete Tyler. 1998 endete die Produktion.

## Fahrzeuge
Der 289 war eine Nachbildung des AC Cobra und wurde von BRA übernommen. Auf das Fahrgestell wurde eine offene zweisitzige Karosserie montiert. Verschiedene Motoren bis zum V8-Motor standen zur Wahl. Insgesamt entstanden etwa 480 Exemplare des Modells bei BRA und Tyler Industrial Mouldings.
Der SP 350 Replica ähnelte dem Daimler SP 250. Das Fahrgestell des 289 wurde verlängert. Viele Teile, so auch der Vierzylindermotor, kamen vom MG B. 1998 kostete ein Bausatz 4000 Pfund. In dem Jahr endete die Produktion zunächst. David Manners Limited setzte die Produktion von 2001 bis 2004 fort, wobei der Markenname nicht überliefert ist. Insgesamt entstanden etwa fünf Fahrzeuge dieses Modells.
1997 wurde das Modell Brooklands auf einer Show präsentiert. Es war eine leicht überarbeitete Version des Calvy Mitchel von Calvy Motors. Es war ein Roadster im Stil der 1930er Jahre. Obwohl bis 1998 angeboten, blieb das Fahrzeug ein Einzelstück.